# Anastassia Orlova
Pour les articles homonymes, voir Orlov.
Anastassia Mikhaïlovna Orlova (en russe : Анастасия Михайловна Орлова) est une ancienne joueuse de volley-ball russe née le 6 juin 1986 à Barnaoul (Kraï de l'Altaï). Elle mesure 1,89 m et jouait au poste de centrale. 

## Clubs
| Club                  | De        | À         |
| --------------------- | --------- | --------- |
| Zabaïkalka Tchita     | 2003-2004 | 2004-2005 |
| Omitchka Omsk         | 2005-2006 | 2010-2011 |
| Sparta Nijni Novgorod | 2011-2012 | 2011-2012 |
| Omitchka Omsk         | 2012-2013 | 2012-2013 |